# Robert Brudenell
Robert Brudenell (20 septembre 1726 - 20 octobre 1768) est un officier britannique et un député.

## Biographie
Il est le troisième fils de George Brudenell (3e comte de Cardigan) et d'Elizabeth Bruce et un frère cadet de George Montagu (1er duc de Montagu) et de James Brudenell (5e comte de Cardigan). Il fait ses études à Winchester College et à Oriel College, Oxford ; le 27 janvier 1759, il épouse Anne Bishopp, fille de sir Cecil Bisshopp (6e baronnet) (en).
Il est nommé enseigne dans les Grenadier Guards en 1748, promu capitaine en 1751, lieutenant-colonel en 1758 et colonel en 1762. En 1763, il devient colonel du 16e Régiment de fantassins, poste qu'il occupe jusqu'à son transfert au 4e Régiment de fantassins en 1765. Il est également lieutenant-gouverneur du Château de Windsor à partir de 1752 et vice-chambellan de la reine Charlotte de 1766 jusqu'à sa mort.
Il a été député de Great Bedwyn de 1756 à 1761 et de Marlborough de 1761 à 1768. Cependant, il s'intéresse peu à la politique, soutenant généralement chaque administration successive afin d'éviter tout risque pour son avancement militaire.
Il meurt avant ses frères aînés, mais comme ils n'ont pas d'enfants, son fils Robert devient le 6e comte de Cardigan.